# Meinhart Maur
Meinhart Maur, também Meinhardt Maur (Hajdúnánás, Hungria, 18 de agosto de 1884 – Londres, Inglaterra, 1964) foi um ator de cinema húngaro. Ele atuou em 44 filmes mudos entre 1919 e 1954.

## Filmografia selecionada
- Harakiri (1919)
- Die Teufelsanbeter (1920)
- Auf den Trümmern des Paradieses (1920)
- Die Todeskarawane (1920)
- Wibbel the Tailor (1920)
- The Trunks of Mr. O.F. (1931)
- Second Bureau (1936)
- Doctor Syn (1937)
- The Return of the Frog (1938)
- Who Goes Next? (1938)
- 21 Days (1940)
- Three Silent Men (1940)
- The Wooden Horse (1950)
- The Tales of Hoffmann (1951)
- Decameron Nights (1953)
- Never Let Me Go (1953)